# Jeremy Allen White
Pour les articles homonymes, voir White.
Jeremy Allen White est un acteur américain, né le 17 février 1991 à New York.
Il se fait connaître à la télévision grâce aux rôles de Phillip Gallagher dans la série télévisée Shameless et de Carmen « Carmy » Berzatto dans la série The Bear.

## Biographie

### Enfance et formation
Jeremy Allen White naît le 18 février 1991 à New York et grandit à Carroll Gardens (en) (Brooklyn). Ses parents sont tous deux acteurs. Il a une sœur, Annabelle.[réf. nécessaire]
Au lycée, il fréquente la Professional Performing Arts School (en), dans le quartier à Manhattan.

### Carrière
Jeremy Allen White apparaît à la télévision, en 2011, dans la série Shameless où il incarne Phillip Gallagher, surnommé « Lip », le fils aîné, 2e enfant de Frank et Monica. Il y poursuit jusqu'en 2021.
Depuis juillet 2022, il joue le rôle de Carmy, un jeune prodige de la cuisine qui récupère le restaurant de son frère décédé dans la série The Bear, diffusée sur la plateforme Disney+. 
En 2024, il est en tournage pour le rôle de Bruce Springsteen dans Deliver Me from Nowhere, une biographie réalisée par Scott Cooper.

### Vie privée
Jeremy Allen White a été en couple avec Emma Greenwell, rencontrée en 2011 sur le tournage de Shameless. Le couple se sépare en 2015, après que l'actrice a mis fin à leur relation pour un champion de BMX,.
Il est ensuite en couple avec l'actrice Addison Timlin, rencontrée, en 2008, sur le plateau du film Afterschool d'Antonio Campos et retrouvée, en 2017, lors du tournage du court métrage Chasing You.
Ils accueillent leur premier enfant, une fille née le 20 octobre 2018, prénommée Ezer Billie White. Le 18 octobre 2019, ils se marient au Beverly Hills Courthouse. Ils accueillent leur deuxième enfant, une fille, Dolores Wild White, le 12 décembre 2020. En mai 2023, sa femme demande le divorce.
Depuis octobre 2023, des rumeurs courent sur une possible idylle entre l'acteur et la chanteuse Rosalía. Le 13 janvier 2024, ils ont été aperçus s'embrassant lors d'un rendez-vous à Los Angeles. Ils se séparent en juillet 2024.

## Filmographie

### Cinéma

#### Longs métrages
- 2006 : Beautiful Ohio de Chad Lowe : Clive, jeune
- 2007 : The Speed of Life d'Edward A. Radtke : Sammer
- 2008 : Afterschool d'Antonio Campos : Dave
- 2010 : Twelve de Joel Schumacher : Charlie
- 2012 : The Time Being de Nenad Cicin-Sain : Gus
- 2013 : Bad Turn Worse de Zeke Hawkins et Simon Hawkins : Bobby
- 2013 : My Movie Project (Movie 43) de Peter Farrelly : Kevin (segment Homeschooled)
- 2014 : Rob the Mob de Raymond De Felitta : Robert Uva
- 2018 : Viena and the Fantomes de Gerardo Naranjo : Freddy
- 2018 : After Everything de Joey Power et Hannah Marks : Elliot
- 2020 : The Rental de Dave Franco : Josh
- 2021 : The Birthday Cake de Jimmy Giannopoulos : Tommaso
- 2023 : Fremont de Babak Jalali : Daniel
- 2023 : Fingernails de Chrístos Níkou : Ryan
- 2024 : Iron Claw (The Iron Claw) de Sean Durkin : Kerry Von Erich
- 2025 : Deliver Me from Nowhere de Scott Cooper : Bruce Springsteen
- 2026 : The Mandalorian and Grogu de Jon Favreau : Rotta le Hutt (voix)

#### Courts métrages
- 2008 : Aquarium de Rob Meyer : David
- 2008 : The Fourth de Gabriel Gomez : Ryan (également scénariste et producteur exécutif)
- 2009 : Gloria & Eric de Nicolas Calzada : Eric
- 2017 : Chasing You d'Olivia Layhee : Ben
- 2018 : Cornflower de Sam Evoy : Ladle

### Télévision

#### Séries télévisées
- 2006 : Conviction : Jack Phelps
- 2007 : New York, police judiciaire (Law and Order) : Jeremy (saison 17, épisode 15)
- 2008 : New York, police judiciaire (Law and Order) : Andy Steel (saison 18, épisode 5)
- 2010 : New York, unité spéciale (Law and Order: Special Victims Unit) : Michael Parisi (saison 11, épisode 21)
- 2011-2021 : Shameless : Phillip « Lip » Gallagher
- 2018 : Homecoming : Joseph Shrier
- 2022-2024 : The Bear : Carmen « Carmy » Berzatto

## Distinctions

### Récompenses
- Golden Globes 2023 : meilleur acteur dans une série musicale ou comique pour The Bear
- Golden Globes 2024 : meilleur acteur dans une série musicale ou comique pour The Bear
- Golden Globes 2025 : meilleur acteur dans une série musicale ou comique pour The Bear
- Primetime Emmy Awards 2023: Meilleur acteur dans une série télévisée comique pour The Bear
- Primetime Emmy Awards 2024: Meilleur acteur dans une série télévisée comique pourThe Bear
- Primetime Emmy Awards 2025: Meilleur acteur dans une série télévisée comique pour The Bear

## Voix francophones
En version française, Jeremy Allen White est doublé à trois reprises par Thierry d'Armor dans Shameless, The Birthday Cake et Fingernails (en).
À titre exceptionnel, Hugo Brunswick lui prête sa voix dans My Movie Project, tout comme Augustin Bonhomme dans Homecoming, Gauthier Battoue dans The Rental, Florent Dorin dans The Night Clerk, Maxime Baudouin dans The Bear et Jérémie Bédrune dans Iron Claw.